# Ivan Radeljić
Ivan Radeljić (Imoschi, 14 settembre 1980) è un allenatore di calcio ed ex calciatore bosniaco, di ruolo difensore.

## Carriera

### Allenatore
Nel novembre 2020 ha preso le redini del RNK Spalato in sostituzione ad Armando Marenzi.
Il 14 marzo 2022, dopo tre sconfitte consecutive, viene esonerato dalla panchina dei Crveni.
Il 9 aprile 2024, in seguito all'esonero di Roy Ferenčina, viene promosso a capo allenatore del Slaven Belupo. Tre giorni dopo debutta sulla panchina del Slaven, in occasione del match di campionato vinto 1-3 in casa del Rudeš.
La stagione seguente alla guida dei Farmaceuti non inizia nel migliore dei modi, tanto da venir esonerato in seguito al match perso contro l'Istria 1961 (0-1), dopo aver collezionato solo un punto nelle prime cinque giornate di campionato.

## Statistiche

### Cronologia presenze e reti in nazionale
| Cronologia completa delle presenze e delle reti in nazionale ― Bosnia ed Erzegovina | Cronologia completa delle presenze e delle reti in nazionale ― Bosnia ed Erzegovina | Cronologia completa delle presenze e delle reti in nazionale ― Bosnia ed Erzegovina | Cronologia completa delle presenze e delle reti in nazionale ― Bosnia ed Erzegovina | Cronologia completa delle presenze e delle reti in nazionale ― Bosnia ed Erzegovina | Cronologia completa delle presenze e delle reti in nazionale ― Bosnia ed Erzegovina | Cronologia completa delle presenze e delle reti in nazionale ― Bosnia ed Erzegovina | Cronologia completa delle presenze e delle reti in nazionale ― Bosnia ed Erzegovina |
| Data                                                                                | Città                                                                               | In casa                                                                             | Risultato                                                                           | Ospiti                                                                              | Competizione                                                                        | Reti                                                                                | Note                                                                                |
| ----------------------------------------------------------------------------------- | ----------------------------------------------------------------------------------- | ----------------------------------------------------------------------------------- | ----------------------------------------------------------------------------------- | ----------------------------------------------------------------------------------- | ----------------------------------------------------------------------------------- | ----------------------------------------------------------------------------------- | ----------------------------------------------------------------------------------- |
| 24-3-2007                                                                           | Oslo                                                                                | Norvegia                                                                            | 1 – 2                                                                               | Bosnia ed Erzegovina                                                                | Qual. Euro 2008                                                                     | -                                                                                   | 45’                                                                                 |
| 2-6-2007                                                                            | Sarajevo                                                                            | Bosnia ed Erzegovina                                                                | 3 – 2                                                                               | Turchia                                                                             | Qual. Euro 2008                                                                     | -                                                                                   |                                                                                     |
| 6-6-2007                                                                            | Sarajevo                                                                            | Bosnia ed Erzegovina                                                                | 1 – 0                                                                               | Malta                                                                               | Qual. Euro 2008                                                                     | -                                                                                   |                                                                                     |
| 22-8-2007                                                                           | Sarajevo                                                                            | Bosnia ed Erzegovina                                                                | 3 – 5                                                                               | Croazia                                                                             | Amichevole                                                                          | -                                                                                   | 46’                                                                                 |
| 8-9-2007                                                                            | Székesfehérvár                                                                      | Ungheria                                                                            | 1 – 0                                                                               | Bosnia ed Erzegovina                                                                | Qual. Euro 2008                                                                     | -                                                                                   | 37’                                                                                 |
| 12-9-2007                                                                           | Sarajevo                                                                            | Bosnia ed Erzegovina                                                                | 0 – 1                                                                               | Moldavia                                                                            | Qual. Euro 2008                                                                     | -                                                                                   | 46’                                                                                 |
| 20-8-2008                                                                           | Zenica                                                                              | Bosnia ed Erzegovina                                                                | 1 – 2                                                                               | Bulgaria                                                                            | Amichevole                                                                          | -                                                                                   | 60’                                                                                 |
| 6-9-2008                                                                            | Murcia                                                                              | Spagna                                                                              | 1 – 0                                                                               | Bosnia ed Erzegovina                                                                | Qual. Mondiali 2010                                                                 | -                                                                                   | 57’                                                                                 |
| 11-10-2008                                                                          | Istanbul                                                                            | Turchia                                                                             | 2 – 1                                                                               | Bosnia ed Erzegovina                                                                | Qual. Mondiali 2010                                                                 | -                                                                                   | 81’                                                                                 |
| 12-8-2009                                                                           | Sarajevo                                                                            | Bosnia ed Erzegovina                                                                | 2 – 3                                                                               | Iran                                                                                | Amichevole                                                                          | -                                                                                   | 79’                                                                                 |
| Totale                                                                              |                                                                                     | Presenze                                                                            | 10                                                                                  |                                                                                     | Reti                                                                                | 0                                                                                   |                                                                                     |

## Palmarès

### Giocatore
- Campionato croato: 1

Hajduk Spalato: 2000-2001
- Coppa di Croazia: 2

Hajduk Spalato: 1999-2000, 2002-2003